# Johann Wolfgang von Goethe
Johann Wolfgang von Goethe ⓘ (Frankfurt na Majni, 28. kolovoza 1749. – Weimar, 22. ožujka 1832.) bio je njemački književnik, znanstvenik, mislilac i državnik, čija su djela utjecala na europsku kulturu i književnost.
Rođen je u Frankfurtu na Majni, a njegovi roditelji bili su Johann Caspar Goethe, bogati trgovac i pravnik, i Katharina Elisabeth Textor, kćerka gradonačelnika Frankfurta. Goethe je bio drugi od šestero djece.
Studirao je pravo najprije na sveučilištu u Leipzigu, a potom i u Strasbourgu. Na poziv vojvode Karla Augusta odlazi u Weimar, gdje postaje tajni savjetnik, a 1780. slobodni zidar weimarske lože Anna Amalia, dobiva plemstvo i postaje Kammerpräsident. Bio je i upravitelj weimarskog kazališta.
Putuje po Njemačkoj i Švicarskoj, bavi se znanstvenim studijama, te se druži s Herderom i Schillerom. Piše, istražuje i postaje sve poznatijim piscem. Njegovo djelo obuhvaća gotovo sve književne rodove i nekoliko znanstvenih područja. Mnogobrojni su uzori i utjecaji: svjetski klasici, književnost rokokoa, pučka poezija različitih naroda, široko područje povijesti, teologije, filozofije, teorije umjetnosti i prirodnih znanosti. Najveću popularnost u suvremenika stekao je romanom Patnje mladog Werthera, jer je u tom djelu srušio sve primjere klasicizma koji su vladali među njegovim suvremenicima te nas na neki način uveo u modernu književnost. Snažno je utjecao na sve europske književnosti.
Nametnuo se suvremenicima kao obnovitelj lirike, drame, epa, romana, te učenjak izuzetno oštrog i dubokog uvida u strukturu i fenomene prirode. Još za života postao je spomenik njemačkog klasičnog humanizma.

## Manje poznate zanimljivosti
Nakon što je 1775. imenovan tajnim savjetnikom u Weimaru postavljen mu je kao zadatak obnova rudnika bakrenog škriljca Ilmenau. Sam Goethe ovo razdoblje svoga života označava rudarskom epohom. Prihvatio se posla s velikim poletom. Čestim obilaskom rudnika stvorio je prve zaključke o ekonomskoj strani rude. Na novoj dužnosti se dobro snalazi, upoznaje se s tada poznatim rudarskim stručnjacima i uskoro prihvaća rudarsku terminologiju. Obnova i rad u rudniku Ilmenau ometan je nizom poteškoća – tehničke i financijske prirode. Goethe se ne da pokolebati. Daje nove prijedloge o jamskom radu, oplemenjivanju i topionici rude.

Dana 23. X. 1796. dolazi do većeg zarušavanja u rovu Martinroeder uslijed kojega je onesposobljen sustav odvodnjavanja, a i cijeli pogon. Goethe sam ulazi u rov i odlučuje o potrebnim mjerama i izrađuje skicu zaruška. Nakon ove neprilike obujam radova je znatno smanjen. No iako je to za njega bio udarac, on u svom epu Ilmenau s nadom kaže: Ni uže ni posuda neće u duljem miru stajati iznad urušenog okna. No, 1804. rudnik je definitivno zatvoren.
U književnim djelima često opisuje rudarski život. U Lutanjima Wilhelma Meistera zorno opisuje prizore iz rudarskog života. Opisuje rudara Jarna kao čovjeka ozbiljnog, svjesnog odgovornosti, punog znanja i iskustva. Rudar Jarno kaže jednom: „Rudnik je nijemi učitelj i stvara šutljive učenike.”
Imao je lijepu zbirku minerala koju je nastojao nadopunjavati.
Po Goetheu je nazvan mineral getit ili goethit koji je modifikacija prirodnog željezo-hidroksida FeO(OH). Pojavljuje se u rudnicima željezne rude te kao primjesa boksita.

## Djela
- Patnje mladog Werthera (1774.)
- Faust
- Ifigenija na Tauridi (1779.)
- Tasso (1789.)
- Rimske elegije (1795.)
- Naukovanje Wilhelma Meistera (1821.)
- Srodne duše
- Pjesništvo i zbilja
- Nauk o bojama (1810.)
- Putovanja po Italiji